# London Borough of Hammersmith and Fulham

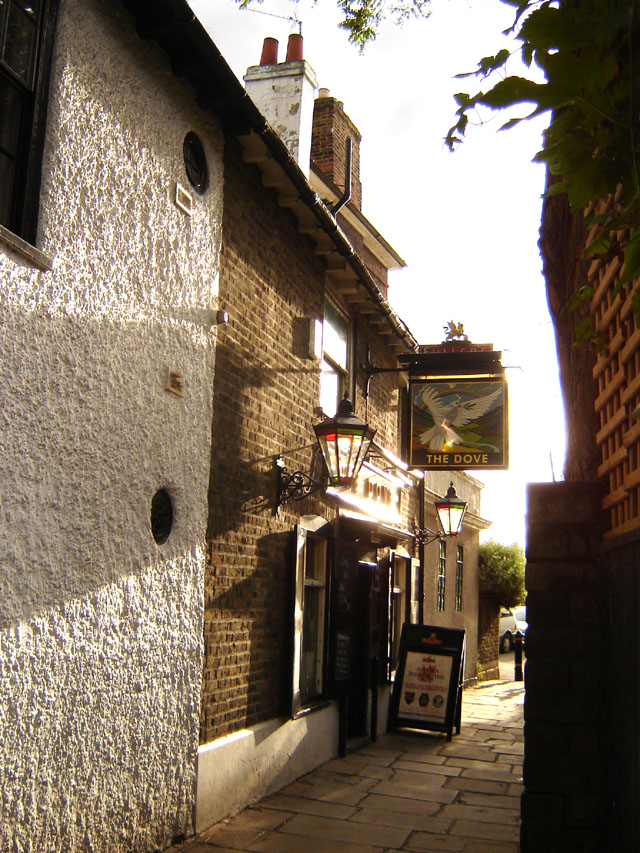
The Dove pub

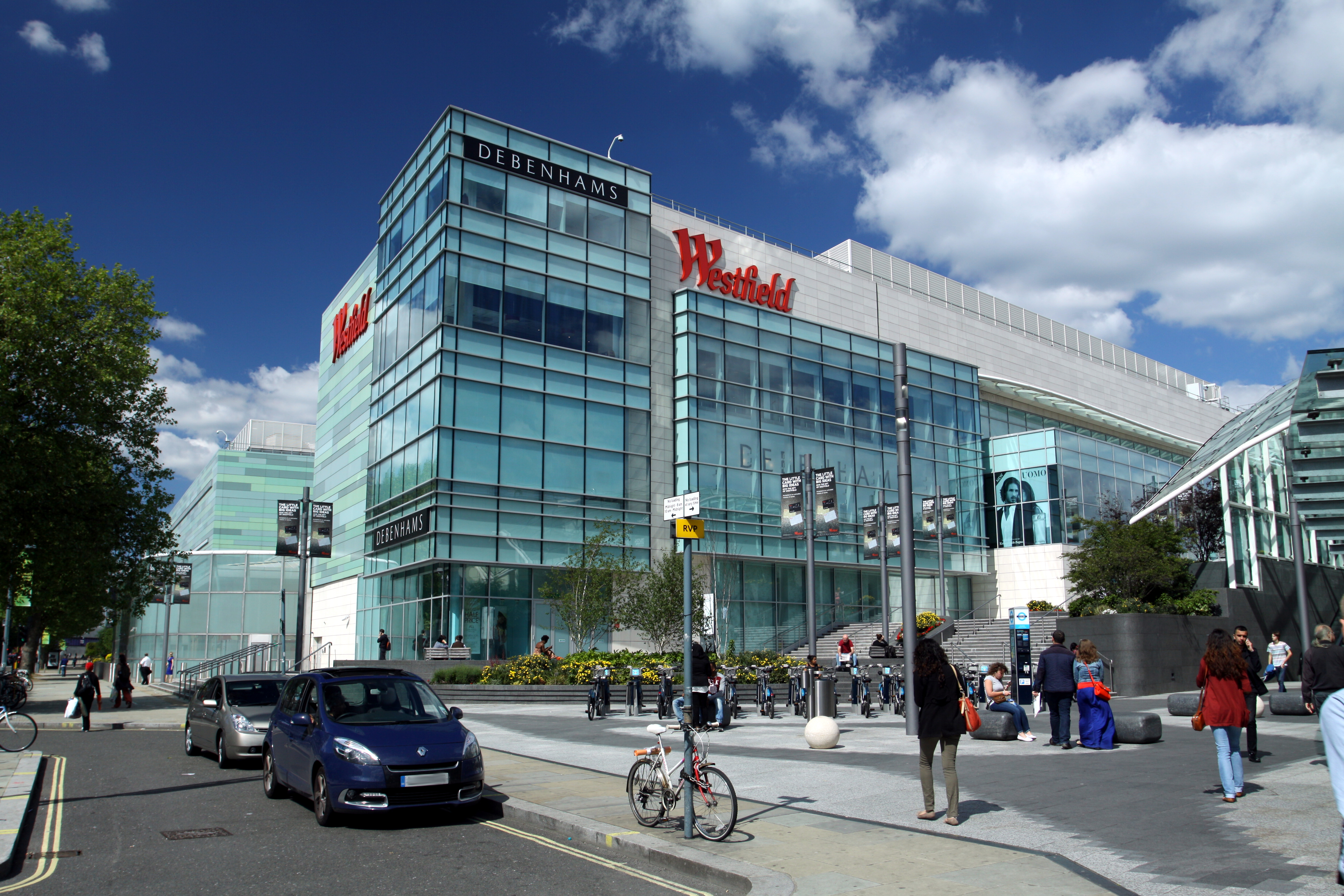
Westfield London

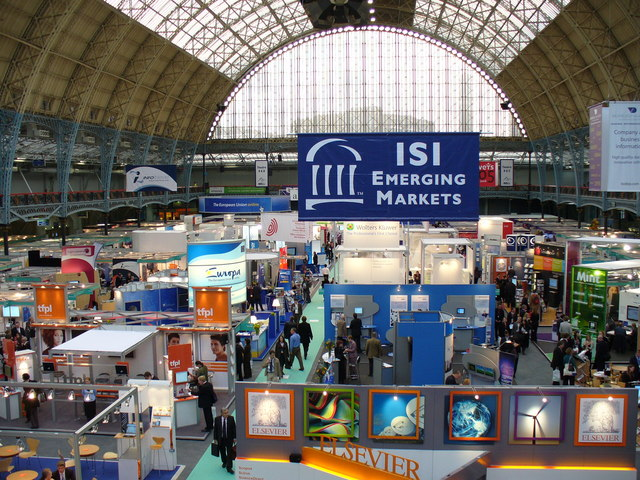
Olympia Exhibition Hall

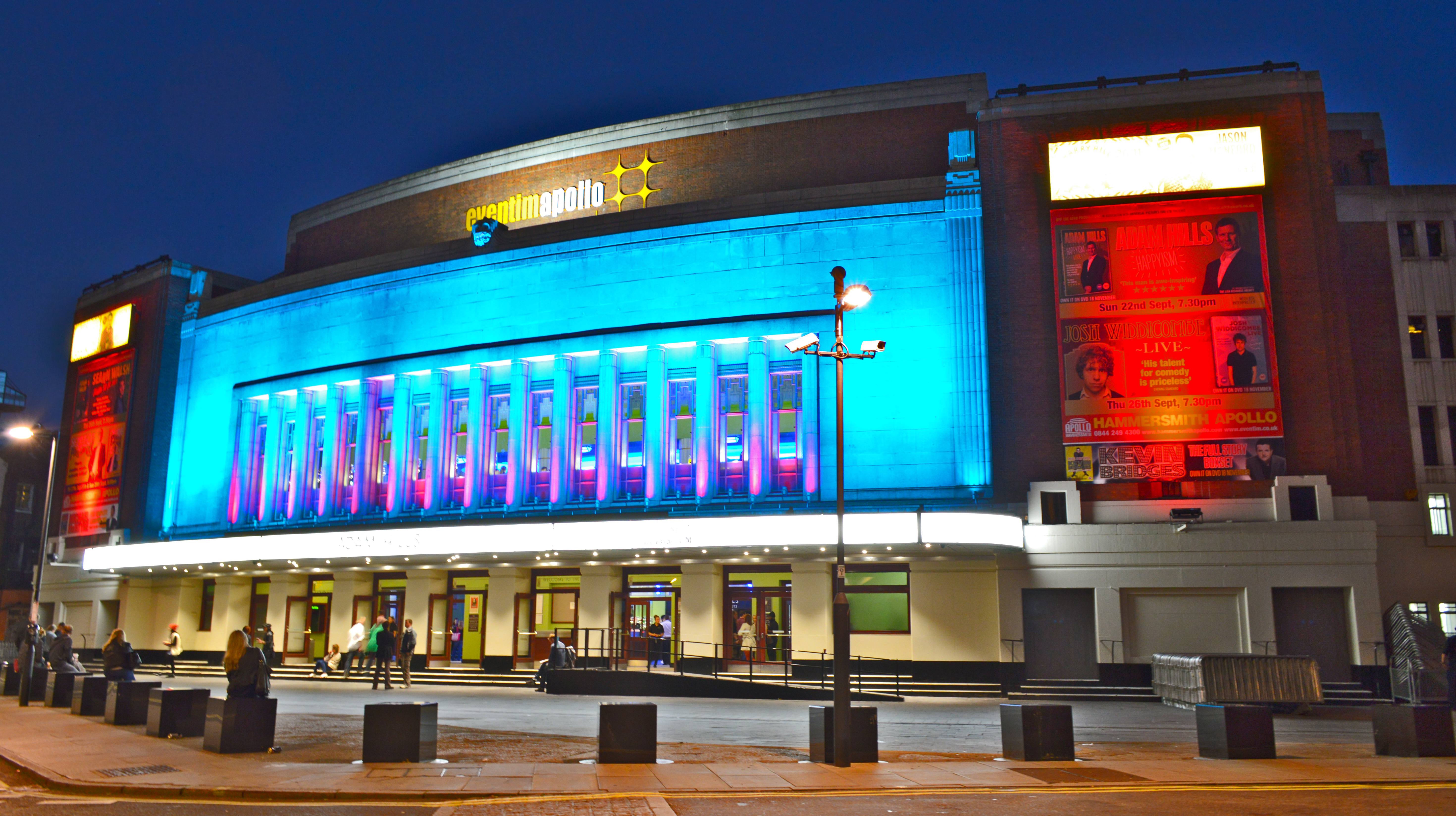
Hammersmith Apollo

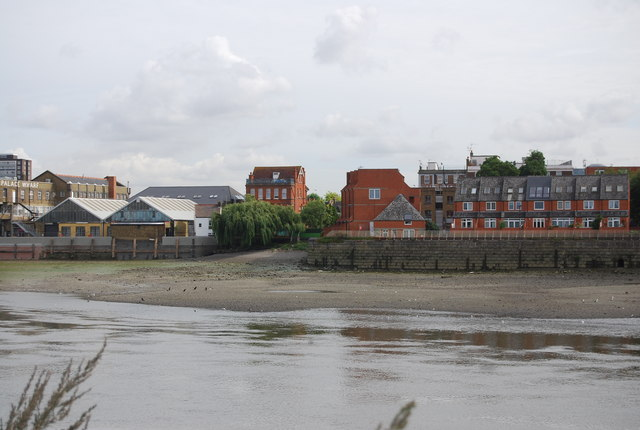
Crabtree Wharf

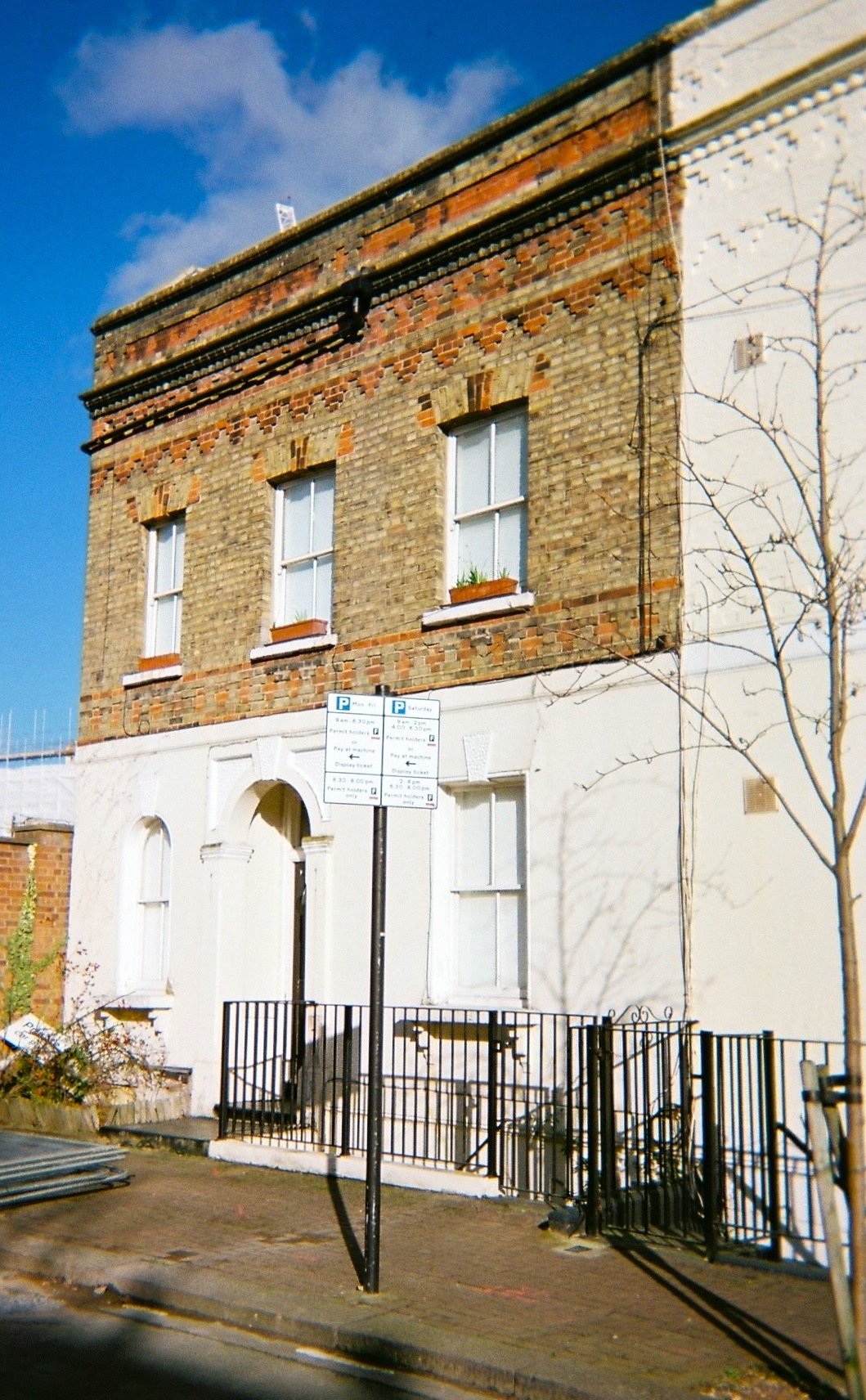
XIX-wieczny dom, Empress Place, SW6

London Borough of Hammersmith and Fulham – jedna z 32 gmin Wielkiego Londynu położona w jego zachodniej części. Wraz z 11 innymi gminami wchodzi w skład tzw. Londynu Wewnętrznego. Władzę stanowi Rada Gminy Hammersmith and Fulham (ang. Hammersmith and Fulham London Borough Council).

## Historia
Fulham, lub 'Fulanham' jako osiedle nad Tamizą datuje się od VII wieku. W IX wieku zawitali tu Duńczycy. Parafia św. Jana, w miejscowości Walham Green powstała w XIII wieku. Gmina Fulham składała się z majątku Fulham Palace oraz trzech wsi: Walham Green, North End i Hammersmith. Ta ostatnia była wsią zależną of Fulham do 1834 roku kiedy to rozłączono je na dwie niezależne parafie. Obie znajdywały się w rozległym hrabstwie Middlesex. Ważność Fulham polegała na tym że było przez wieki główną siedzibą biskupów Londynu w pałacu nad Tamizą, Fulham Palace. Opodal, w samym Londynie, ale na przeciwnym brzegu Tamizy, mieszkali w Lambeth Palace arcybiskupi Canterbury.
Nowoczesną gminę utworzono w 1965 na podstawie ustawy London Government Act 1963  ze stołecznych gmin Hammersmith (ang. Metropolitan Borough of Hammersmith) oraz Fulham (ang. Metropolitan Borough of Fulham), które utworzono w 1900 roku w ramach podziału hrabstw Middlesex i County of London na 28 gmin. Początkowo gmina nazywała się London Borough of Hammersmith, dopiero od 1 stycznia 1979 roku, na skutek kampanii prowadzonej przez mieszkańców historycznego Fulham, obowiązuje obecna nazwa.

## Geografia
Gmina miejska Hammersmith and Fulham ma powierzchnię 16,40 km², graniczy od wschodu z Kensington and Chelsea, od zachodu z Hounslow i Ealing, od północy z Brent, zaś od południa  przez Tamizę z  Richmond upon Thames i  Wandsworth.
W skład gminy miejskiej Hammersmith and Fulham wchodzą następujące obszary:
| - Brook Green - College Park - East Acton - Fulham - Hammersmith - Hurlingham - Old Oak Common | - Parsons Green - Sands End - Shepherd’s Bush - Walham Green - West Kensington - White City |

Gmina dzieli się na 16 okręgów wyborczych parlamentarnych, które nie pokrywają się dokładnie z podziałem na obszary, zaś mieszczą się w 2 rejonach tzw. borough constituencies – Hammersmith i Chelsea and Fulham.
| - Addison (Hammersmith) - Askew (Hammersmith) - Avonmore & Brook Green (Hammersmith) - College Park & Old Oak (Hammersmith) - Fulham Broadway (Chelsea and Fulham) - Fulham Reach (Hammersmith) - Hammersmith Broadway (Hammersmith) - Munster (Chelsea and Fulham) | - North End (Hammersmith) - Palace Riverside (Chelsea and Fulham) - Parsons Green & Walham (Chelsea and Fulham) - Ravenscourt Park (Hammersmith) - Sands End (Chelsea and Fulham) - Shepherd’s Bush Green (Hammersmith) - Town (Chelsea and Fulham) - Wormholt & White City (Hammersmith) |

## Demografia
W 2011 roku gmina Hammersmith and Fulham miała 182 493  mieszkańców.
Podział mieszkańców według grup etnicznych na podstawie spisu powszechnego z 2011 roku:
| - Biali Brytyjczycy: 81 989 (44,9%) - Biali Irlandczycy: 6321 (3,5%) - Podróżnicy irlandzcy: 217 (0,1%) - Pozostali biali: 35 695 (19,6%) - Mieszani Karaibowie: 2769 (1,5%) - Mieszani Afrykanie: 1495 (0,8%) - Mieszani Azjaci: 2649 (1,5%) - Pozostali mieszani: 3131 (1,7%) - Hindusi: 3451 (1,9%) | - Pakistańczycy: 1612 (0,9%) - Banglijczycy: 1056 (0,6%) - Chińczycy: 3140 (1,7%) - Pozostali Azjaci: 7376 (4,0%) - Czarni Afrykanie: 10 552 (5,8%) - Czarni Karaibowie: 7111 (3,9%) - Pozostali czarni: 3842 (2,1%) - Arabowie: 5228 (2,9%) - Pozostałe grupy etniczne: 4859 (2,7%) |

Podział mieszkańców według wyznania na podstawie spisu powszechnego z 2011 roku:
- Chrześcijaństwo –  54,1%
- Islam – 10,0%
- Hinduizm – 1,1%
- Judaizm – 0,6%
- Buddyzm – 1,1%
- Sikhizm – 0,2%
- Pozostałe religie – 0,5%
- Bez religii – 23,8%
- Nie podana religia – 8,4%

Podział mieszkańców według miejsca urodzenia na podstawie spisu powszechnego z 2011 roku:
- Wielka Brytania (104 454 – 57,24%)
- Francja (4977 – 2,73%)
- Irlandia (4 874 – 2,67%)
- Australia (4601 – 2,52%)
- Polska (3 111 – 1,70%)
- Stany Zjednoczone (2906 – 1,59%)
- Włochy (2827 – 1,55%)
- Somalia (2701 – 1,48%)
- Filipiny (2192 – 1,20%)
- Hiszpania (1853 – 1,02%)
- Niemcy (1796 – 0,98%)
- Południowa Afryka (1748 – 0,96%)
- Indie (1 657 – 0,91%)
- Iran (1606 – 0,88%)
- Portugalia (1324 – 0,73%)
- Jamajka (1144 – 0,63%)
- Chiny (1027 – 0,56%)
- Nigeria (941 – 0,52%)
- Pakistan (788 – 0,43%)
- Ghana (724 – 0,40%)
- Turcja (643 – 0,35%)
- Bangladesz (500 – 0,27%)
- Kenia (443 – 0,24%)
- Rumunia (434 – 0,24%)
- Litwa (368 – 0,20%)
- Zimbabwe (354 – 0,19%)
- Sri Lanka (308 – 0,17%)
- pozostali (32 192 – 17,64%)

## Transport

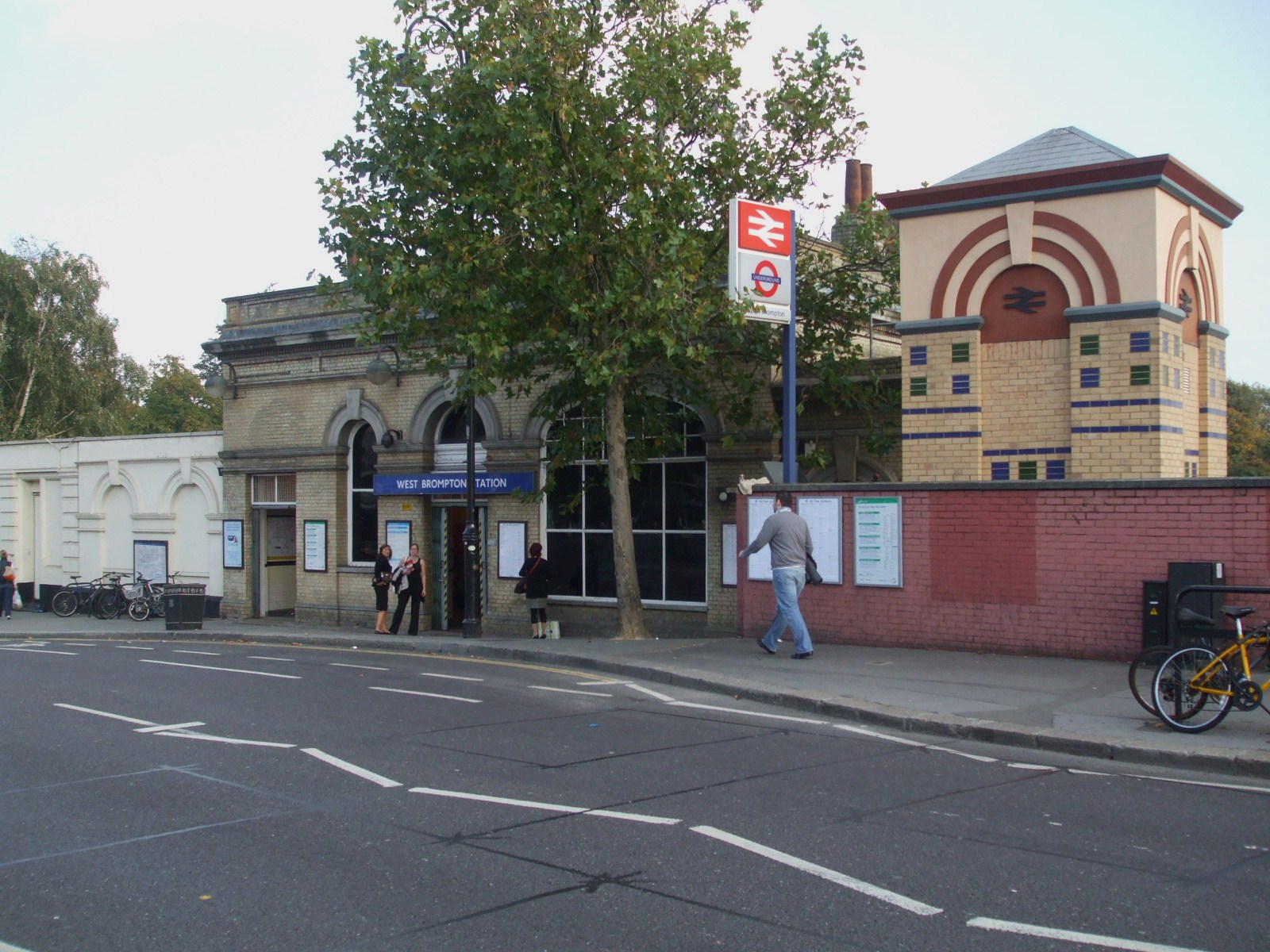
stacja West Brompton

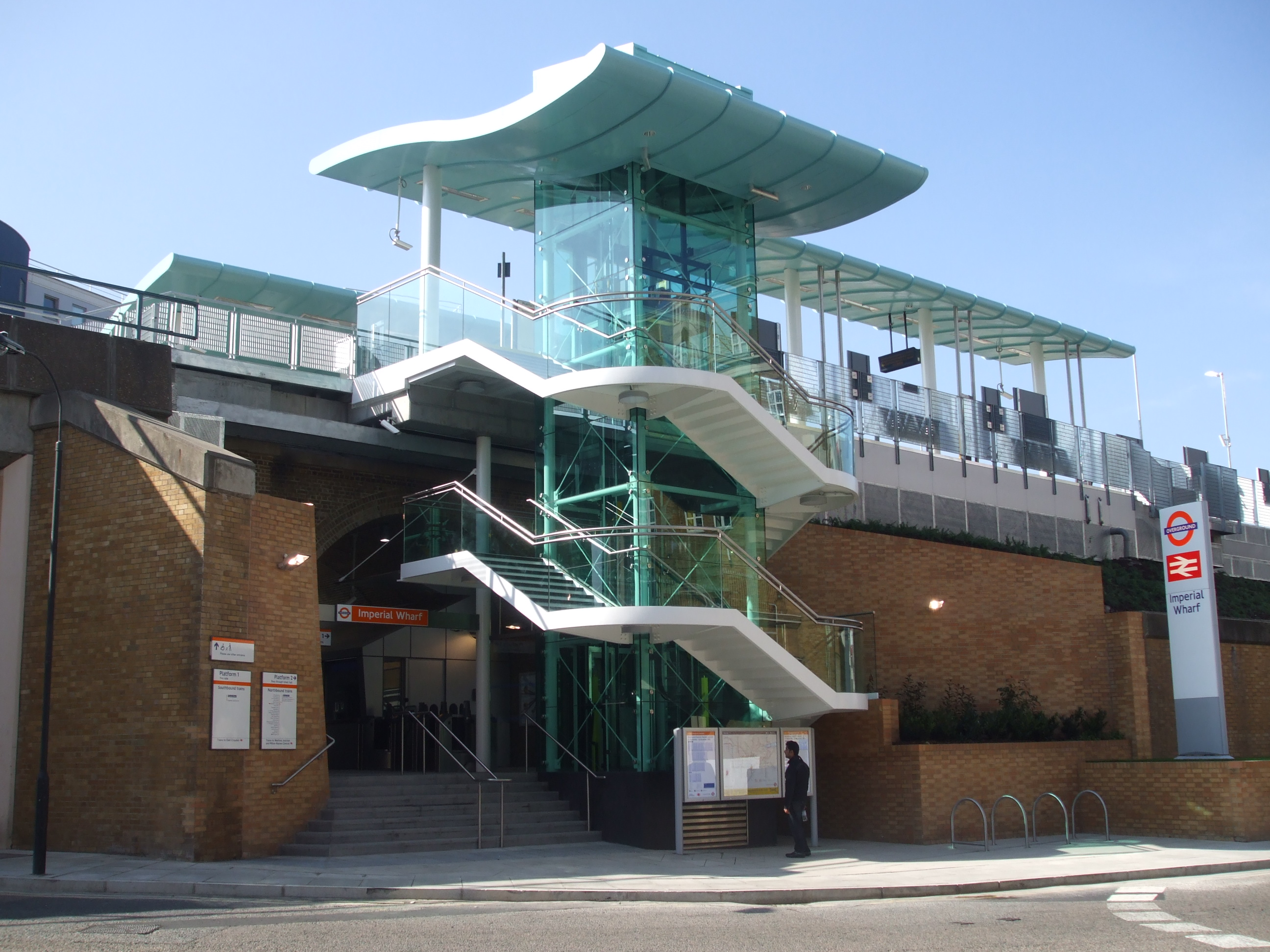
stacja Imperial Wharf

Przez dzielnicę Hammersmith and Fulham przebiega pięć linii metra: Central Line, Circle Line, District Line, Hammersmith & City Line i Piccadilly line.
Stacje metra:
- Barons Court – Piccadilly line i District Line
- Fulham Broadway – District Line
- Goldhawk Road – Hammersmith & City Line i Circle Line
- Hammersmith – Hammersmith & City Line i Circle Line
- Hammersmith – Piccadilly line i District Line (druga stacja położona w linii prostej niecałe 60 metrów na południe- licząc od wejścia do wejścia)
- Kensington (Olympia) (na granicy z Kensington and Chelsea) – District Line
- Parsons Green – District Line
- Putney Bridge – District Line
- Ravenscourt Park – District Line
- Sheperd's Bush – Central Line
- Shepherd’s Bush Market – Hammersmith & City Line i Circle Line
- West Brompton (na granicy z Kensington and Chelsea) – District Line
- West Kensington  – District Line
- White City – Central Line
- Wood Lane – Hammersmith & City Line i Circle Line

Pasażerskie połączenia kolejowe na terenie Hammersmith and Fulham obsługują przewoźnicy Southern oraz London Overground.
Stacje kolejowe:
- Imperial Wharf
- Kensington (Olympia) (na granicy z Kensington and Chelsea)
- Shepherd’s Bush
- West Brompton (na granicy z Kensington and Chelsea)

Stacje London Overground:
- Imperial Wharf
- Kensington (Olympia) (na granicy z Kensington and Chelsea)
- Shepherd’s Bush
- West Brompton (na granicy z Kensington and Chelsea)

Mosty:
- Addison Bridge
- Fulham Bridge
- Hammersmith Bridge
- Lillie Bridge
- Putney Bridge
- Wandsworth Bridge

## Współpraca
Miejscowość partnerska:
- Anderlecht, Belgia

## Miejsca i muzea
- Ratusz Fulham

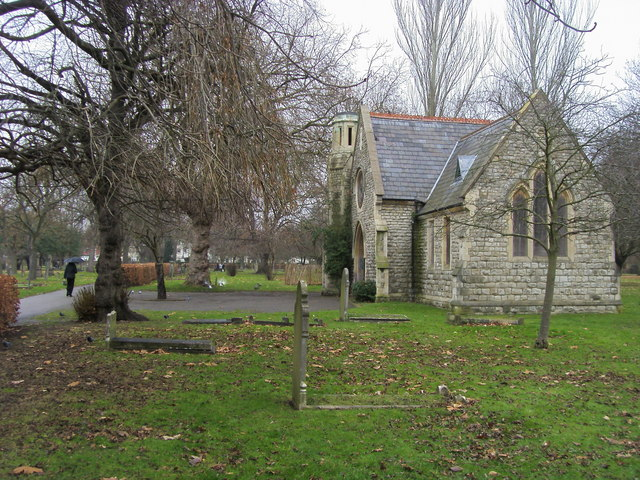
cmentarz Margravine

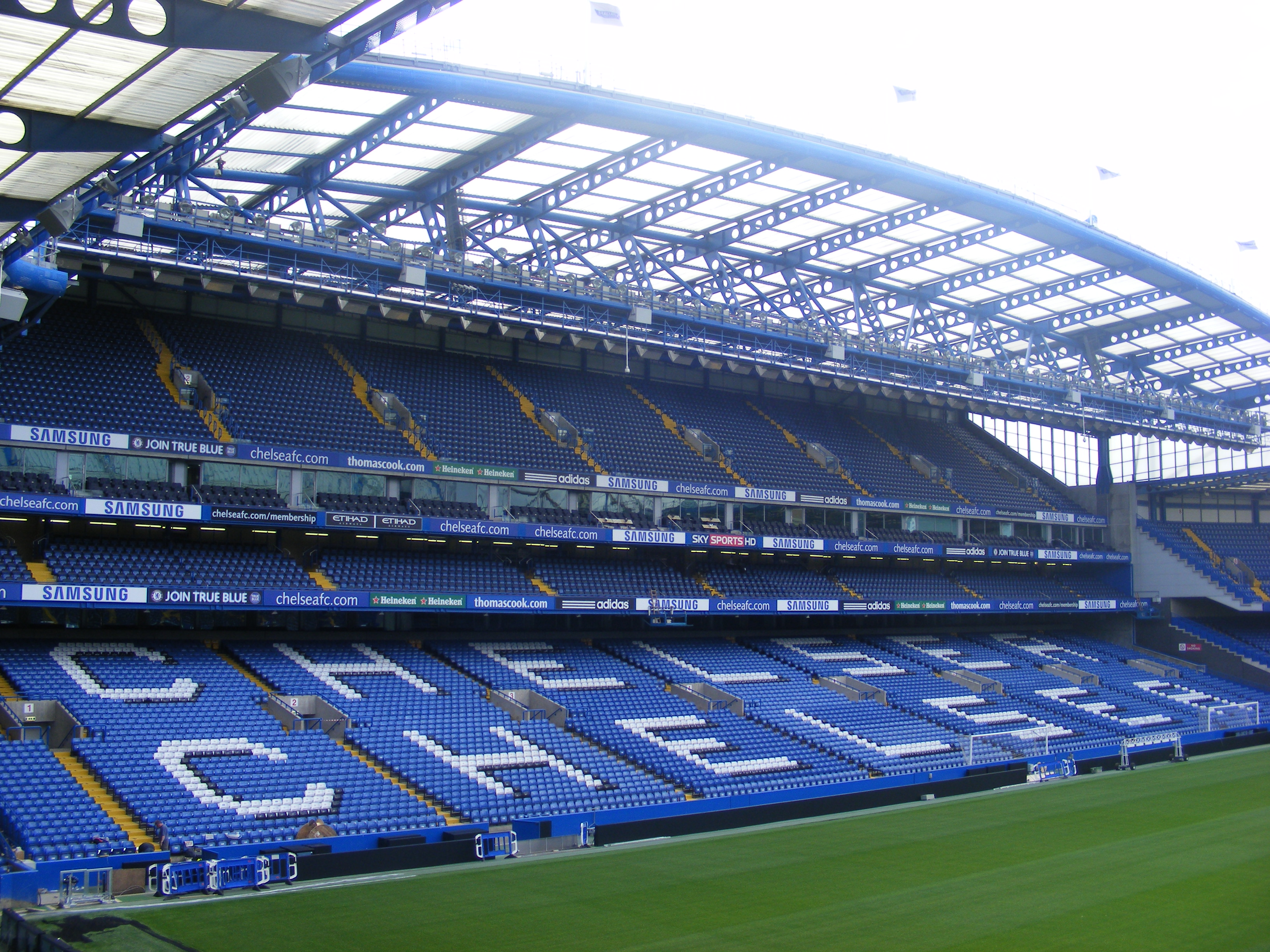
Stamford Bridge – Chelsea F.C.

- Kelmscott House, Lower Mall, Hammersmith
- Charing Cross Hospital
- Westfield London Shopping Centre (drugie pod względem wielkości po Westfield Stratford City centrum handlowe w Londynie)
- The Museum of Fulham Palace[10]
- Polski Ośrodek Społeczno-Kulturalny
- Kościół św. Andrzeja Boboli w Londynie
- Lyric Hammersmith Theatre[11]
- Bush Theatre[12]
- Hammersmith Apollo (sala koncertowa mająca ponad 3500 miejsc siedzących)[13]
- O2 Shepherds Bush Empire[14] (sala koncertowa mająca 2000 miejsc siedzących)
- Riverside Studios[15]
- Olympia Exhibition Centre (centrum wystawowo-konferencyjne)[16]
- Centrum telewizyjne BBC
- stadion Stamford Bridge na którym mecze rozgrywa klub piłkarski Chelsea F.C.
- stadion Craven Cottage  na którym mecze rozgrywa klub piłkarski Fulham F.C.
- stadion Loftus Road na którym mecze rozgrywa klub piłkarski Queens Park Rangers F.C.
- The Queen’s Club (prywatny klub sportowy na którym rozgrywany jest męski turniej tenisowy AEGON Championships zaliczany do cyklu ATP)
- The Hurlingham Club (elitarny klub sportowy gdzie czas oczekiwania na przyjęcie do klubu sięga 8 lat)[17]

## Edukacja
- Chelsea Independent College[18]
- Ealing, Hammersmith & West London College[19]
- Godolphin and Latymer School
- Lady Margaret School
- Latymer Upper School

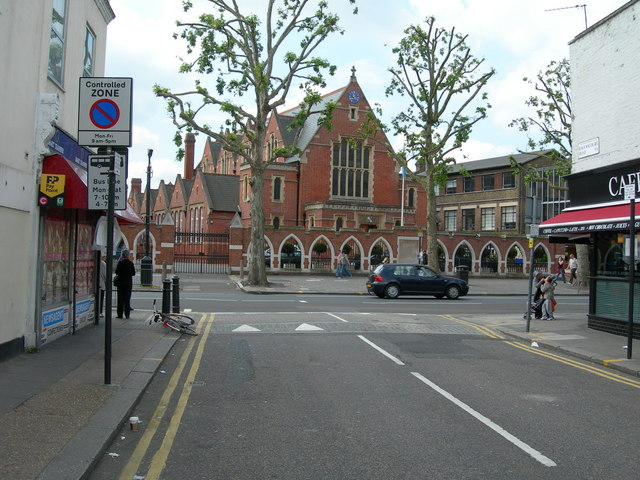
Szkoła Latymer Upper School, Hammersmith

- London Academy Of Music & Dramatic Art[20]
- London Film Academy[21]
- London Oratory School
- Sacred Heart School, Hammersmith Broadway
- St Paul’s Girls’ School – elitarna prywatna szkoła, która wraz z czterema innymi szkołami: The Royal College of St. Peter z Westminster, St Paul’s School z Richmond upon Thames, Hills Road Sixth Form College z Cambridge oraz Eton College z Eton w latach 2007-2009 wysłały 946 absolwentów na uniwersytety Cambridge i Oxford, podczas gdy pozostałe 2000 szkół wysłało łącznie 927 wychowanków[22]
- William Morris Sixth Form[23]

## Znane osoby
W Hammersmith and Fulham urodzili się m.in.

- John Osborne – dramaturg
- Daniel Radcliffe – aktor
- Joe Calzaghe – bokser
- Sacha Baron Cohen – aktor
- Roger Daltrey – wokalista
- Hugh Grant – aktor
- Stuart Pearce – trener piłkarski i były piłkarz
- Estelle – wokalistka
- Jamie Bamber – aktor
- Mischa Barton – aktorka
- Example – piosenkarz
- James D’Arcy – aktor
- Lily Allen – piosenkarka
- Tom Hardy – aktor
- Gary Numan – wokalista i kompozytor
- Alan Rickman – aktor
- Labi Siffre – poeta i muzyk
- Alan Wilder – muzyk
- Stirling Moss – kierowca Formuły 1